# Jorge Ortiz Dueñas
Jorge Ortiz Dueñas (Chancay, 22 de agosto de 1917-11 de octubre de 1997) fue un maestro y escritor peruano.

## Biografía
Nacido en el puerto de Chancay, al norte de Lima. Fue hijo de Heraclio Ortiz y Puente Arnao y de Magdalena Dueñas Ponce Ponce. 
Realizó sus estudios escolares en el CEP La Merced de Huacho.
Obtuvo el título de Normalista Urbano en 1959 en el Instituto Nacional de Perfeccionamiento del Magisterio. 
Ejerció la docencia en Ámbar, Huaral, Quepepampa, Laure, Huacho y Chancay. 
Como escritor y literato Publicó sus composiciones en verso y prosa en periódicos y revistas de Huacho, Huaraz y Lima.
Falleció el 11 de octubre de 1997.

## Obras
- "Club Femenino"
- "Chancay Provincia Nuestra" con otros seis literatos.
- " Cantos Cívicos de San Martín y Castilla, en 1954
- "La luz prometida", 21 cuentos chancayanos, huaralinos, huachanos publicado en 1993.

Póstumamente fue publicado su autobiografía "Mi vida". 
Uno de los iniciadores de la poesía infantil en el Perú, con sus libros: La canción menuda (1945, 1985) y Las plumas del Nido (1982).
- Datos: Q33126396